# سانيا أنتشيتش
سانيا أنتشيتش مواليد 18 يوليو 1988 في سبليت، جمهورية كرواتيا الاشتراكية، جمهورية يوغوسلافيا الاشتراكية الاتحادية، هي لاعبة كرة مضرب كرواتية سابقة وكانت تلعب باليد اليمنى، اعتزلت اللعب في 2007. أعلى تصنيف لها في الفردي كان 159. أعلى تصنيف لها في الزوجي كان 240.

## روابط خارجية
- سانيا أنتشيتش على موقع رابطة محترفات التنس (الإنجليزية)
- سانيا أنتشيتش على موقع الاتحاد الدولي لكرة المضرب (الإنجليزية)
- سانيا أنتشيتش على موقع كأس بيلي جين كينغ (الإنجليزية)
- سانيا أنتشيتش على موقع خلاصة التنس.كوم (الإنجليزية)